# لاکی (لوئیزیانا)
لاکی (به انگلیسی: Lucky) شهری در ایالت لوئیزیانا کشور ایالات متحده آمریکا است که جمعیت آن در سرشماری سال ۲۰۱۰ میلادی، ۲۷۲ نفر بوده‌است.